# 安藤由紀子
安藤 由紀子（あんどう ゆきこ、1949年 - ）は、日本の翻訳家。
東京都出身。明治学院大学文学部英文学科卒業。息子は漫画家の高遠るい。

## 翻訳
- 『魔法使いの丘 ソーサリー1』（スティーブ・ジャクソン、創元推理文庫） 1985年
- 『永遠の傭兵』（バリー・サドラー、創元推理文庫） 1988年
- 『殺戮のハイウェイ』（ジェリー・エイハーン、創元推理文庫） 1989年
- 『フロリダ半島壊滅』（ジェリー・エイハーン、創元推理文庫） 1989年
- 『ワールドカップ殺人事件』（ペレ、創元推理文庫） 1990年
- 『幽霊に怯えた男』（パトリック・A・ケリー、創元推理文庫） 1990年
- 『超能力者が多すぎる』（パトリック・A・ケリー、創元推理文庫） 1991年
- 『金庫のなかのピエロ』（パトリック・A・ケリー、創元推理文庫） 1991年
- 『熱砂の大陸 巻2』（マーガレット・ワイス & トレイシー・ヒックマン、富士見ドラゴンノベルズ） 1993年
- 『裁きの日』（スージー・ウェットローファー、扶桑社ミステリー） 1994年
- 『カレン・カーペンター 栄光と悲劇の物語』（レイ・コールマン、小林理子共訳、福武書店） 1995年
- 『女資産家』上・下（バーバラ・T・ブラッドフォード、扶桑社ロマンス） 1996年
- 『女相続人』上・下（バーバラ・T・ブラッドフォード、扶桑社ロマンス） 1997年
- 『ブレイブ』（グレゴリー・マクドナルド、新潮文庫） 1998年
- 『ダークシティ』（フランク・ローリア、新潮文庫） 1998年
- 『少年たちの迷宮 裁かれた十歳の殺人者たち』（ブレイク・モリソン、文藝春秋） 1998年
- 『殺しの幻想』（ヒラリー・ボナー、二見文庫） 1998年
- 『ほんの小さな殺人』（マーガレット・モズリィ、ハヤカワ・ミステリ文庫） 1999年
- 『赤毛のレドメイン家』（E・フィルポッツ、集英社文庫） 1999年
- 『イージー・マネー』（ジェニー・サイラー、ハヤカワ・ミステリ文庫） 2000年
- 『ザ・ベストセラー』（オリヴィア・ゴールドスミス、文春文庫） 2000年
- 『ハード・アイス』（ジェニー・サイラー、ハヤカワ・ミステリ文庫） 2001年
- 『セレブな田園』（ウェンディ・ホールデン、文春文庫） 2002年
- 『ファスナーをおろしたら』（スー・マーゴリス、ソニー・マガジンズ、ヴィレッジブックス） 2002年
- 『彼氏をバッド・ボーイにする方法』（オリヴィア・ゴールドスミス、扶桑社セレクト） 2003年
- 『ミシシッピ・シークレット』（リジー・ハート、東京創元社） 2003年
- 『カエルも愛せば、王子になれる』（スティーヴン・ミッチェル、アーティストハウスパブリッシャーズ） 2003年
- 『人生を変える4つの質問』（バイロン・ケイティ, スティーヴン・ミッチェル、アーティストハウスパブリッシャーズ） 2003年
- 『三人の怒れる妻たち』（オリヴィア・ゴールドスミス、扶桑社セレクト） 2003年
- 『愛さずにはいられない』（メアリー・ケイ・アンドルーズ、集英社文庫） 2004年
- 『8年目は本気?』（インディア・ナイト、文春文庫） 2004年
- 『ビートルズ・ファンタジー』（ラリー・カーワン、扶桑社） 2005年
- 『セレブな整形 キャサリン・ヘプバーンからシャロン・ストーンまで、NYのトップ整形外科医が"お直し"の実態を暴露する』（Z・ポール・ローレンス, T・ホール、文藝春秋） 2005年
- 『聖なる少女たちの祈り』（リチャード・モンタナリ、集英社文庫） 2006年
- 『ホワイト・アルバムネイキッド - グループ終焉の出発点』 （デヴィッド・カンティック、扶桑社） 2006年
- 『悪意の森』上・下（タナ・フレンチ、集英社文庫） 2009年
- 『道化の館』上・下（タナ・フレンチ、集英社文庫） 2010年
- 『葬送の庭』上・下（タナ・フレンチ、集英社文庫） 2013年

### ハーレクイン作品
- 『情熱のルーレット』（エマ・ダーシー、ハーレクイン・イマージュ） 1989年
- 『結婚したくないの』（キャサリン・ジョージ、ハーレクイン・イマージュ） 1990年
- 『いとしのエイリアン』（キャサリン・アーサー、ハーレクイン・イマージュ） 1990年
- 『あの夜はシルエット』（リンゼイ・アームストロング、ハーレクイン・イマージュ） 1991年
- 『さらばジャマイカ』（マドレイン・カー、ハーレクイン・イマージュ） 1992年
- 『愛がよみがえる家』 （マーガレット・メイヨー、ハーレクイン・イマージュ） 1993年
- 『彼女の動機』（ヴァージニア・ハート、ハーレクイン・イマージュ） 1993年
- 『愛の肖像画』（アマンダ・カーペンター、ハーレクイン・イマージュ） 1994年
- 『意外なキューピッド』（キャサリン・ジョージ、ハーレクイン・クラシックス） 2004年

### 「女性探偵ローレン・ローラノ」シリーズ
- 『狂気の愛』（サンドラ・スコペトーネ、扶桑社ミステリー） 1992年
- 『あなたの知らない私』（サンドラ・スコペトーネ、扶桑社ミステリー） 1994年
- 『愛しの失踪人』（サンドラ・スコペトーネ、扶桑社ミステリー） 1995年
- 『潔い死を』（サンドラ・スコペトーネ、扶桑社ミステリー） 1998年
- 『リゾートタウンの殺人』（サンドラ・スコペトーネ、扶桑社ミステリー） 1999年

### ノーラ・ロバーツ
- 『禁断のブルー・ダリア』（ノーラ・ロバーツ、扶桑社ロマンス、ガーデン・トリロジー1） 2008年
- 『ブラック・ローズの誇り』（ノーラ・ロバーツ、扶桑社ロマンス、ガーデン・トリロジー2） 2008年
- 『輝きのレッド・リリー』 （ノーラ・ロバーツ、扶桑社ロマンス、ガーデン・トリロジー3） 2009年
- 『再会のブラックヒルズ』（ノーラ・ロバーツ、扶桑社ロマンス） 2011年

### アリスン・ブレナン
- 『ザ・プレイ』（アリスン・ブレナン、集英社文庫、元FBIアカデミーシリーズ） 2007年
- 『ザ・ハント』（アリスン・ブレナン、集英社文庫、元FBIアカデミーシリーズ） 2007年
- 『ザ・キル』（アリスン・ブレナン、集英社文庫、元FBIアカデミーシリーズ） 2007年
- 『唇...塞がれて Speak No Evil』上 (アリスン・ブレナン、ゴマブックス、ゴマ文庫) 2008年
- 『瞳...塞がれて Speak No Evil』下 (アリスン・ブレナン、ゴマブックス、ゴマ文庫) 2008年
- 『心...縛られて Fear No Evil』 上・下 (アリスン・ブレナン、ゴマブックス、ゴマ文庫） 2008年
- 『サドンデス』（アリスン・ブレナン、集英社文庫、FBIトリロジー1） 2012年
- 『シークレッツ』（アリスン・ブレナン、集英社文庫、FBIトリロジー2） 2012年
- 『エッジ』（アリスン・ブレナン、集英社文庫、FBIトリロジー3） 2012年